# うらなり
『うらなり』は、小林信彦の小説である。

## 解説
夏目漱石の『坊つちやん』の登場人物の英語教師「うらなり」を語り手にして夏目漱石の小説の後日談を書くという趣向の小説である。2006年「文學界」に掲載され、同年6月、文藝春秋から単行本が発刊された。小林は「純文学、エンターテイメント、評伝、映画研究、コラムなど多方面にわたってすぐれた作品を発表し、その文業の円熟と変わらぬ実験精神によって『うらなり』を完成させた」という受賞理由で、第54回菊池寛賞（2006年）を受賞した。

## あらすじ
夏目漱石の『坊つちゃん』でのうらなりの設定は、家が没落し窮乏した顔色の悪い英語教師であり、マドンナを横取りしようとする教頭の策謀で、延岡に転任させられる。漱石の小説ではうらなりについての記述はきわめて少ない。この小説ではうらなり自身を語り手にして、その後のうらなりの生涯を描くという趣向で、昭和9年に、数学の参考書を出版して知られるようになった山嵐と老年となったうらなりが昔日を回顧する場面から始まる。うらなりが延岡から姫路へ移りながら英語教師を続け、平凡な結婚をするきわめて平穏な人生が描かれる。しかし平穏ではあるが、結婚までに見合いを中心にした数人の女性との交際にはそれなりのドラマがあり、終盤では既に人妻となり、かつての華やかさもなくなったマドンナ（夫は赤シャツ『教頭』ではなく、この辺の経緯については「現在の」山嵐の口からうらなりに知らされる事になる）とのつかの間の再会と別れも描かれた。昭和9年の時点で、「老いてますます盛ん」でエネルギッシュな山嵐とは対照的に、うらなりの方はある事情から連日の深酒が止められなくなっており、それが祟って肝硬変を患い、もはや先は長くない事が示唆されている。

## 本作における「坊ちゃん（五分刈り）」
本作において「坊ちゃん」は、うらなりや山嵐たちの人生への無責任な闖入者として違和感をもって描かれる。彼が自分の事を「うらなりのようだ。」と言っていたのを思い出したうらなりは、本名をどうしても思い出せない事から、「向こうが自分をそう呼んでいたのならこちらがあだ名を付けても構わないだろう。」と、「坊ちゃん」の事をその風貌から「五分刈り」と呼びながら松山時代を回想する。うらなりが「五分刈り」の行動に時には振り回され、閉口したのは確かだが、その一方で自身に対して好意を持っている事や、一貫して自分に対して同情的だった事も理解はしているため、嫌っているというわけでもない複雑な感情を抱いている事が窺える。堀田（山嵐）の口から、教頭や「吉川（野だいこ）」達へ行った制裁が、それだけならドラマチックで良いところで、五分刈りが袂に入れておいた卵を吉川の顔に叩きつけた事で、地元で件の事件を語る際に「卵事件」、堀田と五分刈りの二人を「卵の二人」と呼ぶなど、締まらない「喜劇」に変えてしまったと語られ、これにはうらなりも思わず笑い出した。堀田はうらなりとの話の中、五分刈りの事を終始「あいつ」と呼び、吉川が「坊ちゃん」と呼んだ事については「当人は怒る」と認めながらも「満更当たってなくもない」と評し、また作中での五分刈りの行動について「自分が主人公と思っている」故の行動とも評している。
堀田の口から、「坊ちゃん」本編後の「街鉄の技師になった」という噂が語られるが、その後のはっきりした消息は堀田も知らず、「そもそも関東大震災を生き延びたのかどうか。」と、生存自体も危惧する発言をしている。

## 書誌情報
- 『うらなり』 （小林信彦(著)、文藝春秋、2006年6月）　ISBN 4163249508

| スタブアイコン | サブスタブ | この項目は、まだ閲覧者の調べものの参照としては役立たない、文学に関連した書きかけの項目です。この項目を加筆・訂正などしてくださる協力者を求めています（P:文学、PJ:ライトノベル）。項目が小説家・作家の場合には{Writer-substub}を、文学作品以外の本・雑誌の場合には{Book-substub}を貼り付けてください。 |